# Jacob de Vries (1872-1938)
Jacob de Vries (Ermelo, 21 mei 1872 - Bunschoten, 26 mei 1938), burgemeester van de gemeenten Herwijnen en Bunschoten. Hij was lid van de ARP.
Jacob de Vries werd in Telgt bij Ermelo geboren als zoon van Jacob de Vries en Gerritje Koopsen. Zijn vader was hoofd van de christelijke school in Ermelo Hij trouwde in 1903 in Ermelo met Sophia Magdalena van Slokkenbier.
De Vries ging al jong in militaire dienst en doorliep daarbij de lagere rangen. In 1896 werd hij administratief ambtenaar bij de provincie Noord-Holland. Korte tijd later werd hij particulier secretaris van de eerste geneesheer-directeur van ziekenhuis Meerenberg bij Santpoort. Daarbij was hij betrokken bij de oprichting van de Wilhelminavereniging, die als doel had 'de verheffing en verbetering der Krankzinnigenverpleging'.
Nadat hij zich vanaf 1902 bij de Rijksverzekeringsbank had beziggehouden met de uitvoering van Ongevallenwet volgde zijn benoeming tot officier ten Intendance met de rang Kapitein der Militaire Administratie. Vanaf 1912 was hij in zijn standplaats Almelo belast met het staatstoezicht op de Ongevallenwet en was hij agent van de Rijksverzekeringsbank. In 1923 werd hij in Hilversum inspecteur bij de reorganisatie van de sociale wetgeving en werd hij inspecteur bij de Hoge Raad van Arbeid. Ook was hij oprichter van de nationale bond van oud-gemobiliseerden.
In 1928 werd Jacob de Vries in Herwijnen als burgemeester benoemd als opvolger van Jan Aalbers. Hij zette zich in voor woningbouw en nam het initiatief tot de oprichting van een landbouwschool. In 1930 werd hij benoemd als burgemeester van Bunschoten als de opvolger van Pieter Besselaar. Zijn burgemeesterschap was in de tijd dat veel Spakenburger vissers door de afsluiting van de Zuiderzee zonder werk waren geraakt. Veel van zijn inspanningen waren dan ook gericht op verbetering van de organisatie rond de werkverschaffing, de gezondheidsdienst, de brandweer en de aanleg van wegen.
In 1938 werd De Vries in Bunschoten opgevolgd door partijgenoot Dingeman van den Berg.
Voor zijn verdiensten werd De Vries benoemd tot Ridder in de Orde van Oranje Nassau, het Gouden Officierskruis en het Kruis van Verdienste.